# 萨卡里·曼尼宁
萨卡里·曼尼宁（芬蘭語：Sakari Manninen，1992年2月10日—），芬兰男子冰球运动员。他曾代表芬兰参加2018年和2022年冬季奥林匹克运动会冰球比赛，其中2022年冬季奥运会获得一枚金牌。